# Střetnutí u Nespek
Střetnutí u Nespek bylo menším válečným střetem mezi oddíly české zemské hotovosti loajální římskému císaři a českému králi Rudolfu II. s jednotkami hájícími zájmy králova bratra arcivévody Matyáše Habsburského v rámci politické krize roku 1608. Odehrála se v noci z 25. na 26. červen 1608 mezi obcemi Nespeky a Poříčí nad Sázavou jakožto dílčí střet při Matyášově tažení a posléze rozbití ležení nedaleko Prahy. Bitva byla asi největší šarvátkou během přítomnosti Matyášových vojsk v Čechách, byť se fakticky odehrála jen několik hodin po podepsání Libeňského míru, který zajistil odchod Matyášových vojsk a částečné naplnění jeho požadavků. 

## Pozadí
Od počátku 17. století se u císaře Rudolfa opakovaně objevovaly příznaky duševní choroby, pokusil se dokonce i o sebevraždu. Roku 1606 proto jeho mladší bratr Matyáš uspořádal tajně ve Vídni schůzi arcivévodů, jimiž byl neformálně uznán za hlavu habsburského rodu. V situaci přetrvávající války s Osmanskou říší a po vypuknutí protihabsburského povstání pod vedením Štěpána Bočkaje svěřil Rudolf Matyášovi úřad místodržitele Uher. Současně mu dal i plnou moc vyjednávat o příměří jak s Turky, tak s povstalci. Matyáš mír skutečně také v září 1606 vyjednal, avšak za podmínek nevýhodných pro Rakousko; císař Rudolf proto mírové smlouvy nechtěl podepsat.
Napětí mezi bratry proto vzrůstalo, až na konci roku 1607 Matyáš získal vojenskou podporu moravských, uherských a rakouských stavů výměnou za příslib náboženské tolerance. Na zasedání zemského sněmu v Čáslavi v květnu 1608 Matyáš veřejně žádal Rudolfovu abdikaci. Vojsko o síle asi 20 000 mužů se pak pod vedením Matyáše se následně z Rakous přes Moravu a vydalo se na pochod ku Praze. Sem dorazilo během června a rozložilo své vojenské ležení poblíž Štěrbohol a Malešic, a bylo v bojové pohotovosti. Na obranu proti invazním silám byla králem svolána tzv. česká hotovost, tedy mobilizaci a shromáždění ozbrojených jednotek domácí šlechty, do narychlo opevňované Prahy, jejímž velitelem se stal Jan Tserclaes Tilly. Kvůli nepravidelně vyplácenému žoldu bylo však české vojsko, rozmístěné v širších pozicích v okolí Prahy značně demotivováno a se slabou disciplínou. I přes zákaz přímých střetů došlo mezi oběma vojenskými silami k menším šarvátkám.
Otevřenému konfliktu zabránilo zapojení se českých stavů do mírových jednání, která byla vedena na Libeňském zámečku, zhruba na půl cesty mezi Prahou a Matyášovým ležením. Rudolf II. byl nakonec přinucen podepsat smlouvu dnes označovanou jako Libeňský mír, v rámci které souhlasil s mírovými podmínkami s Osmanskou říší, Matyášovi svěřil vládu nad Moravou, Uhrami a Horními a Dolními Rakousy. Ve svojí oblasti vlivu si ponechal jen Čechy, Lužici a Slezsko, a přislíbil mu stát se následníkem českého trůnu. Zároveň zde však vyjednal prostor např. pro podporu domácích náboženských svobod, stvrzených o rok později vydáním Rudolfova majestátu. 26. června do Prahy přijel také další z bratrů, arcivévoda Maxmilián III. Habsburský.

## Pravděpodobný průběh střetnutí
K asi největší srážce ozbrojených sil obou stran pak došlo v noci z 25. na 26. června 1608 v prostoru mezi obcemi Nespeky a Poříčí při údolí řeky Sázavy. Hlídkující předsunuté Matyášovy sbory, patrně šlo o uherskou jízdu, pohybující se v širším okruhu od ležení se v bojové srážce utkaly s pěšími oddíly české zemské hotovosti pocházející z Bechyňského kraje, převážně mobilizovaných sedláků z okolí Tábora, Českých Budějovic a Týna nad Vltavou. Mezi oběma voji, čítajícími po několika stovkách mužů na každé z obou stran, proběhla tuhá bitva, silně nedisciplinované české vojsko se pak po čase zmatečně rozprchlo.  
Bylo zaznamenáno, že po 6 dnech bylo po bitvě pohřbeno na 300 padlých vojáků. Jako velitele Matyášových jednotek označují starší české prameny nejvyššího z Buchámu. 

## Hodnocení bitvy
Střet, proběhlý ani ne den po uzavření mírových jednání, neměl tak v celé situaci žádný strategický význam a zprávy o něm tak jen podpořily Matyášovu autoritu. Ležení invazní armády bylo zrušeno 30. června a vojska se poté jala k odchodu z Čech, stejně tak byla rozpuštěna zemská hotovost.  
Ve smlouvě Rudolf Matyášovi svěřil vládu nad Moravou, Uhrami a Horními a Dolními Rakousy, ve svojí oblasti vlivu si ponechal jen Čechy, Lužici a Slezsko, a přislíbil mu stát se nástupníkem českého trůnu. Po dalších politických peripetiích a Matyášovu vytrvalému politickému tlaku, mj. zahrnujícímu vpád pasovských do Čech, pak roku 1611 Rudolf abdikoval a Matyáš jej konečně nahradil.   